# Peter Acklin
Peter Acklin (* 21. Februar 1821 in Herznach; † 2. Dezember 1879 in Laufenburg) war ein Schweizer Jurist, Journalist und Politiker.

## Leben

### Werdegang
Peter Acklin war der Sohn des Schreiners Alois Acklin. Er blieb zeit seines Lebens unverheiratet.
Er besuchte von 1836 bis 1841 das Hofmatt-Gymnasium der Jesuiten in Schwyz und danach das Lyzeum (siehe Kantonsschule Alpenquai Luzern) in Luzern.
1845 immatrikulierte er sich zu einem Studium der Rechtswissenschaften an der Universität München und beendete das Studium 1847. Wegen seiner katholisch-konservativen Geisteshaltung hatte er jedoch keine Aussicht auf eine Anstellung im radikalen Aargau.
Er wurde im Oktober 1847 Redaktor des Schwyzerischen Volksblatts beziehungsweise der Schwyzer Zeitung in Luzern, die 1849 als Sprachrohr des Schweizerischen Studentenvereins geschaffen wurde; seit 1849 war er Sekretär der Gesellschaft der Schweizer Zeitung (1861 umbenannt).
1862 kehrte Peter Acklin in den Aargau zurück. 1863 gründete er in Baden die Neue Schweizer Zeitung, scheiterte mit dieser jedoch 1866.
Von 1868 bis 1877 war er Gerichtssubstitut in Baden und darauf von 1877 bis zu seinem Tod Bezirksamtmann in Laufenburg.

### Politisches Wirken
Peter Acklin war von 1862 bis 1868 aargauischer Grossrat und wurde am 7. Dezember 1863 zum Nationalrat gewählt, allerdings wurde er 1866 nicht wiedergewählt.

## Mitgliedschaften
Peter Acklin war 1847 Mitglied im Schweizerischen Studentenverein.

## Schriften (Auswahl)
- Amanz Fidel Glutz-Blotzheim von Solothurn: ein Beitrag zur Geschichte unserer Tage. Basel, 1856 (Digitalisat).